# 塔布阿蘇
41°6′N 7°34′W / 41.100°N 7.567°W
塔布阿蘇（葡萄牙語：Tabuaço），是葡萄牙的城鎮，位於該國中北部，由維塞烏區負責管轄，始建於十四世紀，面積133.86平方公里，2011年人口6,350，人口密度每平方公里47.44人。